# Дзялиньский, Зыгмунт
Зыгмунт Дзялиньский (пол. Zygmunt Działyński, 1618— 9 февраля 1685, Пакость) — государственный и политический деятель Речи Посполитой, воевода Бжесць-Куявский (1661), воевода калишский (1678), староста иновроцлавский (1650—1685), ловчий великий коронный, вице-маршалок Коронного трибунала (1662).

## Биография
Представитель польского шляхетского рода герба Огоньчик. Сын старосты иновроцлавского Павла Дзялиньского.
Биографы отмечали его малую активность в политической жизни государства, хотя З. Дзялиньский неоднократно избирался послом (депутатом) сеймов Речи Посполитой. Уже в 1648 году он был избран членом элекционного сейма по выборам нового короля Яна Казимира Ваза, на котором подписался от имени бжесць-куявской шляхты.
В 1651 году выступает, как полковник иновроцлавский.
В 1669 — был депутатом сейма по выборам на престол Михаила Вишневецкого, а затем в 1674 году — избрания королём Речи Посполитой Яна Собеского.
Участник коронационного Сейма в 1676 году, на котором подписался под актом «confirmatio iurium» (лат. Подтверждение прав).
В 1662 был избран вице-маршалком Коронного трибунала, а затем депутатом трибунала на радзийовском сеймике (1672).
Достаточно рано в 1650 году, благодаря поддержке Николая Остророга, стал старостой иновроцлавским .
В январе 1660 получил номинацию на пост коронного ловчего. А через год в 1661 стал воеводой бжесць-куявским. В 1678 получил должность воеводы калишского.
Владелец городов Курник и Пакосць.